# Luigi Rava
Pour les articles homonymes, voir Rava.
Luigi Rava (Ravenne, 29 novembre 1860 - Rome, 12 mai 1938) est un juriste et un homme politique italien. Il est maire (Sindaco) de Rome et sénateur du royaume.

## Biographie

### Famille
Son père, Giuseppe Rava, a été un collègue d'Alfredo Baccarini à la municipalité de Ravenne et a connu Domenico Farini et Gioacchino Rasponi.

### Activité académique
La carrière académique de Luigi Rava est précoce : à 23 ans seulement, il accède à l'enseignement universitaire en tant que chargé de cours indépendant. Il obtient son premier poste à Sienne, puis enseigne à Bologne, et plus tard à Pavie. Ses matières d'enseignement sont la philosophie du droit, la science de la finance et le droit administratif. Il retourne à Bologne, où il est nommé à la chaire de sciences de l'administration de l'université de Bologne, poste qu'il occupe sans interruption jusqu'en 1915, date à laquelle il est nommé au Conseil d'État, puis s'installe à Rome.

### Carrière politique
Rava commence également sa carrière politique très tôt : en 1891, à l'âge de 31 ans seulement, il est élu au Parlement dans la circonscription de sa ville natale pour la gauche libérale. En 1892, il est réélu. L'année suivante, il entre au gouvernement en tant que sous-secrétaire. Aux élections de 1900, il est candidat dans la circonscription de Vergato, une ville des Apennins bolognais, où il est élu député pour quatre mandats. Le 3 octobre 1920, il est nommé sénateur.
Luigi Rava, qui est un grand admirateur du naturaliste de Forlì Cesare Majoli (1746-1823), est à l'origine des premières lois de protection de l'environnement et du patrimoine culturel promulguées en Italie. La loi 411 de 1905 "pour la conservation de la pinède de Ravenne" est la première loi sur le paysage en Italie. La loi n° 364 du 20 juin 1909 place pour la première fois les antiquités nationales sous protection. Rava écrit le texte en collaboration avec l'archéologue Corrado Ricci, également de Ravenne. Rava favorise la création de la "Speciale soprintendenza ai Monumenti di Ravenna" (surintendance spéciale des monuments de Ravenne), la première surintendance du patrimoine culturel établie en Italie.
On ne sait pas où et quand elle a été lancée. On sait qu'il a été régularisé comme maître maçon dans la loge de Rome, le 8 octobre 1906. En tant que maire (sindaco) de cette ville, il a prononcé un discours funèbre à Campo Verano pour l'enterrement de l'ancien grand maître du Grand Orient d'Italie Ernesto Nathan.

### Postes occupés

#### Nominations académiques
- Professeur de droit à l'université de Sienne (30 novembre 1886)
- Professeur extraordinaire de philosophie du droit à l'université de Pavie (6 janvier 1889)
- Professeur extraordinaire de sciences administratives à l'université de Bologne (8 octobre 1897).
- Professeur titulaire de sciences de l'administration à l'université de Bologne (24 novembre 1898-14 mars 1915)
- Professeur émérite à l'université de Bologne (30 mai 1915)

#### Nominations politiques
- Conseiller d'État (7 février 1915-29 novembre 1930)
- Président honoraire du Conseil d'État (13 novembre 1930)
- Fonctions politiques et administratives : maire de Rome (25 novembre 1920-23 mai 1921)
- Président du Conseil provincial de Ravenne
- Fonctions administratives : conseiller provincial de Ravenne
- Conseiller municipal de Rome

#### Nominations dirigeantes
- Vice-président de la Ravenna Savings Bank (1892-1918) (1920)
- Président de la Ravenna Savings Bank (1919)
- Président du Cercle de Ravenne (1894-1930)
- Président de la Société Dante Alighieri (1902-1906)
- Membre du Conseil des Archives (10 mai 1920-23 novembre 1933)
- Président du Conseil national des industries touristiques ENIT
- Président du Conseil supérieur de l'émigration
- Membre du Conseil "Bien-être et assurances sociales
- Fondateur et vice-président de la Banca popolare di Ravenna
- Président de la Fondation Marco Besso
- Trésorier général de l'ordre des Saints Maurice et Lazare
- Membre ordinaire de la Deputazione di storia patria negli Abruzzi (1911)
- Membre honoraire national de la Deputazione di storia patria per le Venezie (5 novembre 1916)
- Membre correspondant de l'Ateneo di Brescia (31 décembre 1916)
- Membre correspondant de la Députation d'histoire indigène pour les anciennes provinces de Modène (1918)
- Président de la Députation d'histoire locale pour la Romagne
- Membre correspondant de l'Accademia dei Lincei (9 octobre 1925)
- Chevalier du travail (15 décembre 1930)
- Ministre d'État (31 mars 1932)
- Président de l'Académie de l'Institut des sciences de Bologne
- Président de la Société italienne d'agriculture
- Président du Comité national pour l'histoire du Risorgimento
- Président de l'Institut d'études du Tyrol du Sud
- Membre honoraire de la Société d'histoire de la patrie dalmate

### Nominations sénatoriales
- Membre de la commission des finances (24 novembre 1922-10 décembre 1923) (30 mai 1924-21 janvier 1929) (2 mai 1929-19 janvier 1934)
- Membre de la Commission d'examen du projet de loi "Modifications du règlement judiciaire du Sénat visant à établir les incompatibilités pour la représentation devant la Haute Cour de Justice" (12 juin 1923)
- Membre de la Commission pour l'examen du projet de loi "Constitution du parc national des Abruzzes" (15 juin 1923)
- Membre de la commission chargée de vérifier les qualifications des nouveaux sénateurs (5 juin 1925-21 janvier 1929) (2 mai 1929-19 janvier 1934)
- Membre de la Commission de l'arrêt de la Haute Cour de justice (27 décembre 1929-19 janvier 1934) (1er mai 1934-12 mai 1938)

## Décorations honorifiques

### Décorations italiennes
- Chevalier grand-croix avec grand cordon de l'ordre des Saints-Maurice-et-Lazare - 7 janvier 1909
- Chevalier grand-croix avec grand cordon de l'ordre de la Couronne d'Italie - 10 janvier 1907

### Décorations étrangères
- Chevalier de l'ordre de l'Aigle blanc (Empire russe)
- Chevalier grand-croix de l'ordre impérial de Léopold (Empire austro-hongrois)
- Chevalier grand-croix de l'ordre de la couronne de Prusse (Empire allemand)
- Chevalier grand-croix de l'ordre équestre du Mérite civil et militaire (république de Saint-Marin)
- Grand officier de l'ordre national de la Légion d'honneur (France)
- Grand officier de l'ordre du Lion blanc (Tchécoslovaquie) - 31 janvier 1928